# أحمد عبدالواحد
أحمد عبدالواحد (مواليد 26 مايو 1996) هو لاعب قفز موانع إيطالي من أصل مصري،فاز بالميدالية البرونزية في بطولة ألعاب البحر الأبيض المتوسط 2018.